# Łuk Tytusa
Łuk Tytusa (wł. Arco di Tito) – łuk triumfalny znajdujący się w Rzymie, zbudowany przez Domicjana dla uczczenia zwycięstwa Wespazjana i Tytusa w wojnie z Żydami i zdobycia Jerozolimy. Data rozpoczęcia i ukończenia budowy podawana często w przybliżeniu, w niektórych źródłach: po 81 roku, aż do roku 96.

## Opis
Jest to łuk o wysokości 15,4 m, szerokości 8,30 m i głębokości 3,35 m, z jedną bramą przejazdową. Zbudowany z białego marmuru. Na każdej fasadzie umieszczone są cztery kolumny w porządku kompozytowym. Kolumny skrajne mają trzony gładkie a środkowe zdobione kanelurami.

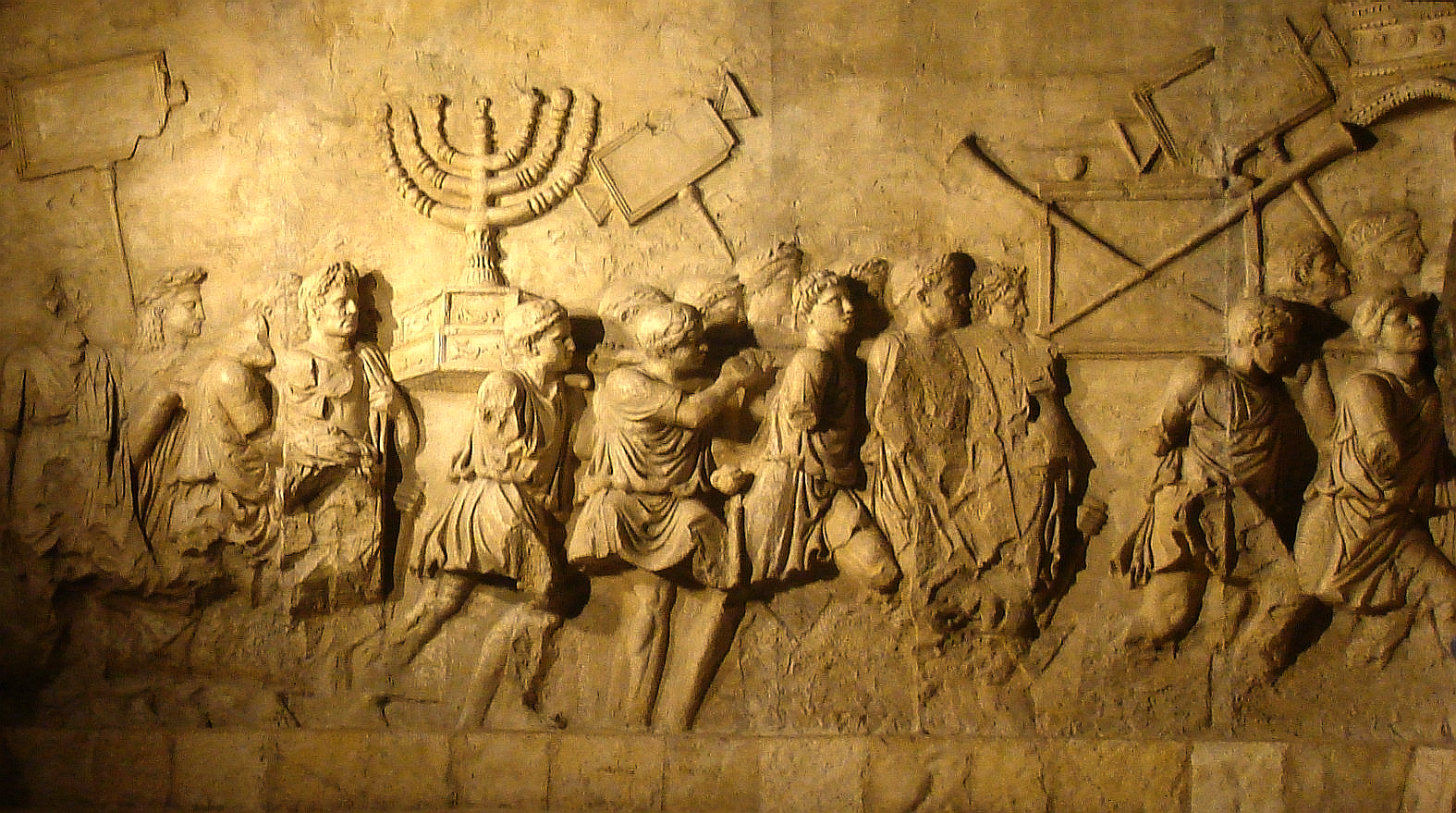
Relief z Łuku Tytusa: pochód z trofeami zdobytymi w Jerozolimie w tym pochodzące ze Świątyni siedmioramienny świecznik i srebrne trąby.

Łuk ozdobiony jest płaskorzeźbami. Reliefy wewnętrzne ukazują triumf Tytusa i zdobyte łupy, umieszczone po stronie wschodniej architrawu pokazują procesję podczas triumfu. Na ścianie północnej – są gloryfikacją jego dokonań. Strona wschodnia to relief jednoplanowy, pozostałe wykorzystują ujęcie wieloplanowe. Łuk Tytusa obrazuje ewolucję rzeźby rzymskiej w I wieku. Łuk był zwieńczony posągiem Cesarza.

## Inskrypcja
Na attyce umieszczona jest inskrypcja łacińska:
SENATUS

POPULUSQUE·ROMANUS

DIVO·TITO·DIVI·VESPASIANI·F[ilio]

VESPASIANO·AUGUSTO
„Senat i lud rzymski (poświęca ten łuk) boskiemu Tytusowi, synowi boskiego Wespazjana i Wespazjanowi Augustowi”.